# Feniks na mieczu
Feniks na mieczu (Phoenix on the Sword) – opowiadanie Roberta E. Howarda opublikowane w grudniu 1932 roku w czasopiśmie "Weird Tales". 
Jest pierwszą częścią cyklu opowiadań fantasy tego autora, których bohaterem jest potężny wojownik ery hyboryjskiej - Conan z Cymerii. Treścią opowiadania jest spisek, jaki przeciwko zasiadającemu na tronie królestwa Aquilonii Conanowi zawiązali jego przeciwnicy polityczni.

## Fabuła
Akcja zaczyna się niedługo po tym, jak Conan zostaje królem Aquilonii. W królestwie nadal jest wielu takich, którzy uważają, że królem powinien być wyłącznie człowiek szlacheckiego pochodzenia. Zawiązuje się spisek, którego najważniejszymi członkami są hrabia Volmana, dowódca Czarnego Legionu - Gromel, baron Dion i bard Rinaldo. Ich wspólnikiem pozostaje Ascalante, mający na swoich usługach maga Thoth Amona. Jednak mag planuje wykorzystać pozostałych spiskowców do własnych celów i samemu zasiąść na tronie. Spiskowcom udaje się wedrzeć do pałacu Conana, jednak on zostaje ostrzeżony we śnie przez pradawnego maga Epemitreusa. Obdarza on miecz Conana magicznym znakiem Feniksa. W międzyczasie Thoth Amon odzyskuje pierścień, który wiązał go z Ascalante i przywołuje demona, mającego zabić wszystkich spiskowców oraz Conana. Dzięki mieczowi ze znakiem Feniksa Conan pokonuje jednak przywołanego przez Thoth Amona demona. 

## Geneza
Opowiadanie o bardzo podobnej treści, zatytułowane By This Axe I Rule! Robert E. Howard napisał w 1929, jednak nie zostało ono przyjęte do druku. Jego głównym bohaterem był Kull. Howard dopisał więc nowe fragmenty, bohaterem uczynił Conana i tak zmienione opowiadanie opublikował pod tytułem Phoenix on the Sword. By This Axe I Rule! było jednocześnie ostatnim opowiadaniem Howarda, w którym pojawił się Kull.

## Publikacje
Pierwszy raz Feniks na Mieczu opublikowany został drukiem w magazynie Weird Tales, w grudniu 1932. W wersji książkowej pojawił się w zbiorku King Conan w 1953. By This Axe I Rule! wydano drukiem dopiero w 1967, w zbiorze opowiadań King Kull.

## Adaptacje
Komiks na podstawie Feniksa na mieczu ukazał się w 1976, w cyklu Conan Annual. Autorem scenariusza był Roy Thomas, zaś narysował go John Buscema. By This Axe, I Rule! doczekało się swojej adaptacji komiksowej w 1971, w ramach cyklu Kull the Destroyer. Autorem scenariusza był Roy Thomas, zaś narysował go  Mike Ploog. Fragmenty fabuły opowiadania wykorzystano także w filmie Kull Zdobywca (Kull the Conqueror) z 1997.